# Play (film 2011)
Play è un film del 2011 scritto e diretto da Ruben Östlund.
Ispirato a reali fatti di cronaca, il film ritrae un gruppo di ragazzi neri che derubano un gruppo più giovane di ragazzi bianchi per mezzo di un gioco psicologico. Il film è stato molto dibattuto dalla stampa svedese e ha vinto il Nordic Council Film Prize nel 2012.

## Trama
A Göteborg cinque ragazzi svedesi-somali mettono in atto un ingegnoso piano per derubare dei loro averi un gruppo di tre bambini bianchi, e dopo varie vicissitudini riusciranno a finalizzarlo: approfittando dell'ingenuità delle loro vittime, i membri della baby gang inizialmente inscenano i ruoli di "poliziotto buono/poliziotto cattivo", dopo di che conducono i malcapitati lontano del centro urbano dove potranno facilmente derubarli tramite un inganno, costringendoli a tornare a casa privi di cellulare, soldi e buona parte degli indumenti. Quando mesi dopo uno dei ragazzini truffatori viene riconosciuto da uno dei bambini rapinati in compagnia dei genitori, la situazione si ribalterà.

## Riconoscimenti
Guldbagge - 2011
Migliore fotografia a Marius Dybwad Brandrud
Candidatura migliori costumi a Pia Aleborg